# Záběhlická usedlost
Záběhlická usedlost je bývalá viniční usedlost v Praze 10-Záběhlicích v ulici Na Vinobraní na hraně vrchu Homole nad potokem Botič. Je chráněna jako nemovitá kulturní památka České republiky.

## Historie
Viniční usedlost stojí v rozlehlé zahradě na kopci. Její jádro je barokní a pochází z konce 18. století. Přestavěna byla na přelomu 18. a 19. století a ve druhé polovině 19. století.
Jednopatrová stavba s novorenesanční fasádou a přistavěnou věží má dochované viniční sklepy. Na severní straně je malé nádvoří, na jižní straně ve svahu vybudovaná zahrada o několika stupních, která je vyzdobena souborem osmi pískovcových soch funerálního charakteru. Ohrazena je novodobě omítanou zdí se sloupky. Zeď je kryta prejzovou stříškou a u dvora k ní přiléhá zahradní domek.